# Кизилдау
Кизилда́у (каз. Қызылдау) — село у складі Теренкольського району Павлодарської області Казахстану. Входить до складу Калиновського сільського округу.
Населення — 122 особи (2021; 171 у 2009, 208 у 1999, 226 у 1989).
Національний склад станом на 1989 рік:
- росіяни — 57 %;
- німці — 21 %.